# Nuits de Chine (téléfilm)
Pour les articles homonymes, voir Don't Drink the Water et Nuit de Chine.
Pour plus de détails, voir Fiche technique et Distribution.
Nuits de Chine (Don't Drink the Water) est un téléfilm américain réalisé par Woody Allen, diffusé en 1994.

## Synopsis
1961 à Moscou, en pleine Guerre froide. L'ambassadeur des États-Unis, Magee, se prépare à regagner Washington. Il confie à son fils Alex le soin de diriger l'ambassade en son absence. Sitôt parti, Walter Hollander, un touriste américain, débarque avec sa femme Marion et sa fille Susan : ils sont poursuivis par la police soviétique pour avoir photographié des sites « sensibles » et demandent l'asile politique. Alex Magee s'avère vite incompétent et dépassé par les évènements.

## Fiche technique
- Réalisation : Woody Allen
- Scénario : Woody Allen, adapté de sa pièce homonyme de 1966
- Photographie : Carlo Di Palma
- Montage : Susan E. Morse
- Costumes : Suzy Benzinger
- Décors : Susan Bode
- Direction artistique : Peter Eastman
- Production : Robert Greenhut, pour Magnolia Productions et Sweetland Film Corporation
- Production exécutive : Jean Doumanian et J.E. Beaucaire
- Pays de production :  États-Unis
- Langue originale : anglais
- Genre : comédie
- Format : couleurs
- Durée :  90 min
- Dates de première diffusion :
  - États-Unis : 18 décembre 1994
  - France : 7 juillet 2001

## Distribution
- Ed Herlihy : le narrateur
- Josef Sommer : l'ambassadeur Magee
- Robert Stanton : monsieur Burns
- Edward Herrmann : monsieur Kilroy
- Rosemary Murphy : mademoiselle Pritchard
- Michael J. Fox : Axel Magee
- Woody Allen : Walter Hollander
- Julie Kavner : Marion Hollander
- Mayim Bialik : Susan Hollander
- Ed Van Nuys et Skip Rose : employés de l'ambassade
- Leonid Uscher et Stas Kmiec : policiers
- Vit Horejs : Krojack
- Sandor Tecsy : le collègue de Krojack
- Austin Pendleton : le chef Oscar
- Dom DeLuise : le père Drobney
- John Doumanian : l'émir
- Erick Avari : l'assistant de l'émir
- Brian McConnachie : le reporter de Washington
- Victor Steinbach : Herbert Gruber
- Frederick Rolf : Yannis Kasnar
- Elizabeth de Charay : la comtesse Bordoni
- Taina Elg : Anna Gruber

## Autour du téléfilm
À l'origine, il y a une pièce de théâtre, la première écrite par Woody Allen pour Broadway en 1966, avec Lou Jacobi (Walter), Kay Medford (Marion) et Tony Roberts (Axel). En 1969, la pièce fait l'objet d'une première adaptation au cinéma, réalisée par Howard Morris, avec Jackie Gleason (Walter), Estelle Parsons (Marion) et Ted Bessell (Axel). Insatisfait, Woody Allen réalise lui-même cette seconde adaptation, pour la télévision.
Dès le début, le ton est donné : faisant irruption à l'ambassade, Walter Hollander déclare « Nous sommes américains, regardez nos habits ! ». S'enchainent alors, sans temps mort, des situations délirantes, la famille Hollander « squattant » les lieux avec aplomb et semant la panique à l'ambassade. Ce téléfilm est un opus de Woody Allen dans sa veine comique (non-sens, humour juif new-yorkais…), comme Guerre et Amour (1975) ou Meurtre mystérieux à Manhattan (1993).
Nuits de Chine  est couplé (en bonus)  avec Anything Else (La Vie et tout le reste) dans l'édition française du DVD.